# Alistair Slater
Pour les articles homonymes, voir Slater.
Alistair "Ali" Slater, né le 11 février 1993 à Bourne, est un coureur cycliste britannique. 

## Biographie
Alistair Slater commence le cyclisme à l'âge de douze ans dans un club de sa ville natale de Bourne. Pour ses deux premières saisons dans les rangs espoirs, il fait partie de l'Olympic Academy Programme. 
En 2012, il devient champion de Grande-Bretagne de poursuite par équipes, avec Owain Doull, Samuel Harrison et Simon Yates. Deux ans plus tard, il intègre le club français Guidon chalettois, qui évolue en division nationale 1. Il rejoint ensuite l'équipe continentale irlandaise An Post-ChainReaction en 2015, avant d'être recruté par la formation britannique JLT Condor en 2016.
Au deuxième semestre 2017, il se classe sixième du Grand Prix des Marbriers

## Palmarès sur route

### Par année
- 2011
  - British Junior Road Race Series
  - Isle of Man Junior Tour :
    - Classement général
    - 2e étape

  - 2e du Trophée des Flandres
- 2018
  - 4e étape du Kreiz Breizh Elites
  - 3e du Lincoln Grand Prix

### Classements mondiaux
| Année           | 2016   | 2017   | 2018   |
| --------------- | ------ | ------ | ------ |
| UCI Europe Tour | 1 727e | 1 244e | 1 069e |

## Palmarès sur piste

### Championnats nationaux
- 2011
  - 3e du championnat de Grande-Bretagne de l'américaine juniors
- 2012
  -  Champion de Grande-Bretagne de poursuite par équipes (avec Owain Doull, Samuel Harrison et Simon Yates)